# Liste der Kulturdenkmäler in Neustadt (Wied)
In der Liste der Kulturdenkmäler in Neustadt (Wied) sind alle Kulturdenkmäler der rheinland-pfälzischen Ortsgemeinde Neustadt (Wied) einschließlich der Ortsteile aufgeführt. Grundlage ist die Denkmalliste des Landes Rheinland-Pfalz (Stand: 9. Februar 2023).

## Einzeldenkmäler
| Bezeichnung                                  | Lage                                                       | Baujahr                           | Beschreibung                                                                                               | Bild                           |
| -------------------------------------------- | ---------------------------------------------------------- | --------------------------------- | --- | ------------------------------ |
| Wohnhaus                                     | Neustadt (Wied), Hauptstraße 17 Lage                       | 18. Jahrhundert                   | Fachwerkhaus, teilweise massiv, 18. Jahrhundert                                                            | Fotos hochladen                |
| Katholische Pfarrkirche St. Margarita        | Neustadt (Wied), Kirchplatz Lage                           | 1869–1873                         | neugotische Bruchsteinhalle, 1869–1873                                                                     | weitere Bilder Fotos hochladen |
| Quereinhaus                                  | Brüchen, Nr. 19 Lage                                       | 1707                              | Fachwerk-Quereinhaus, angeblich von 1707                                                                   | Fotos hochladen                |
| Wegekapelle                                  | Bühlingen, Bühlinger Straße, gegenüber Nr. 11 Lage         | um 1900                           | Wegekapelle, kleiner Bruch- und Backsteinbau, um 1900                                                      | weitere Bilder Fotos hochladen |
| Wegekreuz                                    | Bühlingen, Bühlinger Straße, am südlichen Ortsausgang Lage | 1901                              | Wegekreuz, bezeichnet 1901                                                                                 | weitere Bilder Fotos hochladen |
| Quereinhaus                                  | Dinkelbach, Nr. 6 Lage                                     | spätes 17. Jahrhundert            | stattliches Fachwerk-Quereinhaus, wohl noch aus dem 17. Jahrhundert                                        | BW                             |
| Wohnhaus                                     | Ehrenberg, Nr. 9 Lage                                      | 18. Jahrhundert                   | Fachwerkhaus mit Niederlass, 18. Jahrhundert                                                               | Fotos hochladen                |
| Katholische Antoniuskapelle                  | Etscheid, Asbacher Straße, Ecke Schulstraße Lage           | 1680                              | kleiner barocker Saalbau, 1680                                                                             | weitere Bilder Fotos hochladen |
| Katholische Kapelle St. Maria Mater Dolorosa | Fernthal, Kirchhell Lage                                   | 1911/12                           | fünfachsiger romanisierender Bruchsteinsaal, 1911/12                                                       | weitere Bilder Fotos hochladen |
| Wohnhaus                                     | Jungfernhof, Zur Linde 2 Lage                              | um 1700                           | Fachwerkhaus mit Niederlass, um 1700                                                                       | Fotos hochladen                |
| Wohnhaus                                     | Kodden, Nr. 20 Lage                                        | spätes 19. Jahrhundert            | regionaltypisches Fachwerkhaus, spätes 19. Jahrhundert                                                     | BW                             |
| Wohnhaus                                     | Kodden, Nr. 24 Lage                                        | 18. Jahrhundert                   | Fachwerkhaus, 18. Jahrhundert                                                                              | BW                             |
| Wohnhaus                                     | Kodden, Nr. 52 Lage                                        | 18. Jahrhundert                   | Fachwerkhaus, teilweise verkleidet, 18. Jahrhundert                                                        | BW                             |
| Wohnhaus                                     | Krummenau, Nr. 12 Lage                                     | um 1700                           | Fachwerkhaus mit Niederlass, um 1700                                                                       | Fotos hochladen                |
| Scheune                                      | Oberhoppen, Nr. 19 Lage                                    | 19. Jahrhundert                   | Fachwerkscheune, Ständerbau, Gefache ausgemauert, 19. Jahrhundert                                          | BW                             |
| Quereinhaus                                  | Oberhoppen, Nr. 27 Lage                                    | 17. oder 18. Jahrhundert          | Wohnteil eines Fachwerk-Quereinhauses, teilweise massiv, verkleidet, wohl aus dem 17. oder 18. Jahrhundert | BW                             |
| Wegekapelle                                  | Prangenberg, bei Nr. 7 Lage                                | 19. Jahrhundert                   | Wegekapelle, tonnengewölbter Putzbau, 19. Jahrhundert                                                      | weitere Bilder Fotos hochladen |
| Wohnhaus                                     | Strauscheid, Kurstraße 35 Lage                             | spätes 17. Jahrhundert            | kleines Fachwerkhaus, teilweise massiv, eventuell noch aus dem 17. Jahrhundert                             | BW                             |
| Wohnhaus                                     | Thalhof, zu Nr. 30 Lage                                    | erste Hälfte des 19. Jahrhunderts | Fachwerkhaus einer Hofanlage, wohl aus der ersten Hälfte des 19. Jahrhunderts                              | Fotos hochladen                |
| Burg Altenwied                               | Wied, Nr. 1 Lage                                           | um 1100                           | fünfseitiger Bergfried, Vorburg, Ringmauer; Wirtschaftsgebäude, 16. oder 17. Jahrhundert                   | weitere Bilder Fotos hochladen |

## Ehemalige Kulturdenkmäler
| Bezeichnung | Lage                                | Baujahr         | Beschreibung                                                     | Bild |
| ----------- | ----------------------------------- | --------------- | ---------------------------------------------------------------- | ---- |
| Quereinhaus | Bühlingen, Bühlinger Straße 34 Lage | 18. Jahrhundert | Fachwerk-Quereinhaus, 18. Jahrhundert; aus Denkmalliste gelöscht | BW   |